# Frank Saker
Frank Saker (Toronto, Ontário, 10 de agosto de 1907 — Toronto, Ontário, 6 de abril de 1980) foi um canoísta canadiano especialista em provas de velocidade.

## Carreira
Foi vencedor da medalha de prata em C-2 10000 m e da medalha de bronze em C-2 1000 m em Berlim 1936, junto com o seu colega de equipa Harvey Charters.